# 3647 Dermott
3647 Dermott è un asteroide della fascia principale del diametro medio di circa 30,69 km. Scoperto nel 1986, presenta un'orbita caratterizzata da un semiasse maggiore pari a 2,8007405 UA e da un'eccentricità di 0,0991448, inclinata di 8,03743° rispetto all'eclittica.
L'asteroide è dedicato al planetologo statunitense Stanley F. Dermott della Cornell University.